# Sciapus lobipes
Sciapus lobipes är en tvåvingeart som först beskrevs av Johann Wilhelm Meigen 1824.  Sciapus lobipes ingår i släktet Sciapus och familjen styltflugor. Arten har ej påträffats i Sverige. Inga underarter finns listade i Catalogue of Life.